# Omer Vrioni
Pour les articles homonymes, voir Vrioni.
Omer Vrioni (en grec moderne : Ομέρ Βρυώνης) est un général ottoman du XIXe siècle impliqué notamment dans la guerre d'indépendance grecque.

## Biographie
Il appartenait à une famille de potentats albanais de la région de Berat, originaire du village de Virjon (actuellement Ullinjas (en)) d'où son (sur)nom.  
Il s'illustra militairement en Égypte au cours des troubles ayant précédé la prise définitive du pouvoir par Méhémet Ali. Il entra ensuite au service d'Ali Pacha de Janina.
Lors de la révolte d'Ali Pacha, en 1820, il fut chargé par ce dernier de défendre l'accès de la passe de Metsovo, conduisant à Ioannina, avec une armée de 15 000 hommes. Devant la tournure des événements, il préféra cependant rapidement traiter avec l'armée impériale ottomane envoyée pour mater la révolte, dispersa son armée et passa du côté ottoman en échange du pachalik de Berat à la fin de l'été 1820.
Au printemps 1821 il fut chargé par Khursit Pacha, commandant en chef des forces ottomanes en Grèce, de réprimer dans l'est de la Grèce continentale la révolution grecque qui venait d'éclater. Se dirigeant de Lamia vers le sud, il remporta la Bataille d'Alamana le 21 avril 1821, après laquelle il fit empaler le chef grec Diakos, et put ainsi franchir le défilé des Thermopyles. Il se dirigea ensuite vers Salona afin de traverser le golfe de Corinthe pour rejoindre le Péloponnèse, mais devant les pertes subies à la bataille du khan de Gravia le 8 mai, changea de stratégie et se dirigea vers la Béotie et l'Attique. Il leva le siège de l'Acropole par les Grecs le 1er août. Il resta alors en Attique, attendant des renforts pour attaquer le Péloponnèse, dont l'accès par l'isthme de Corinthe était défendu par les Grecs. L'armée de renfort ayant été détruite à son passage des Thermopyles lors de la bataille de Vassilika, et la ville de Tripolizza qu'il devait secourir étant tombée début octobre, il quitta Athènes le 10 octobre en direction du nord, laissant une garnison à Athènes. 
Rappelé par Khursit Pacha en Épire et en Grèce occidentale où la révolte s'était propagée, il participa, après la mort d'Ali Pacha en janvier 1822, à des opérations contre les Souliotes, de fin mai à la mi-juin 1822. Après le départ de Khursit en juin pour Larissa, où se préparait une offensive contre le Péloponnèse, il fut chargé des opérations en Grèce occidentale. 
Après la victoire de Péta en juillet 1822 sur les troupes de Mavrokordatos et la reddition du Soúli en septembre, il dirigea le premier siège de Missolonghi avec le général Kioutachi, à partir de novembre 1822. Contre l'avis de son subordonné, il préféra essayer de réduire la ville par une capitulation au lieu de la prendre d'assaut ; les Grecs avaient en parallèle ouvert des négociations séparées avec Youssouf Pacha, le général ottoman qui commandait la garnison de Patras et la flottille turque qui assurait le blocus de la ville. La rivalité entre les deux généraux permit aux Grecs de faire trainer les négociations et de gagner du temps. Ils purent ainsi être renforcés et ravitaillés, alors que la situation devenait de plus en plus difficile dans le camp de Vryonis, l'hiver avançant, et ses communications avec ses bases d'Épire étant progressivement coupées. Il finit par ordonner un assaut général le soir de Noël(6 janvier grégorien), qui échoua car les Grecs avaient été prévenus. Vryonis dut lever le camp le 12 janvier 1823 ; retardé par la crue de l'Achéloos et les troupes grecques, il ne put rejoindre Amphilochie que le 5 mars, et gagna de là Prévéza par bateau.
En mai 1823, il intrigua contre son rival Youssouf Pacha qui avait levé une armée de mercenaires albanais, et réussit à disperser les troupes réunies par ce dernier ; il rassembla ensuite lui-même de nouvelles troupes et se dirigea à nouveau vers Missolonghi au cours de l'été, faisant jonction fin septembre à Vrachori avec l'armée de Moustaï Pacha de Scodra. Celui-ci venait de traverser le Pinde, affrontant plusieurs fois les Grecs, dont la troupe de Markos Botzaris qui fut tué au cours d'une attaque désespérée le 21 août. Les deux armées réunies mirent le siège à Anatoliko, près de Missolonghi, à partir de la mi-octobre, mais se retirèrent le 30 novembre sans avoir pu prendre la ville.
Occupé par des troubles dans sa région de Berat, il ne reprit l'offensive qu'à la suite d'injonctions répétées du Sultan : à la tête d'une armée de 5 000 hommes, il entra en Acarnanie au cours de l'été 1824 et s'établit début août à Amphilochie, tandis que les Grecs dirigés par Mavrocordatos et Vlachopoulos occupaient des positions défensives avec 2 000 hommes. Aucune des deux armées ne prenant l'initiative d'une attaque d'envergure, la situation resta figée et il leva le camp le 18 novembre pour regagner Prévéza, retraversant le Macrynoros sans opposition.
À la suite de ses échecs lors des campagnes de 1823 et 1824, et soupçonné de privilégier avant tout ses intérêts personnels en Albanie, il fut rappelé fin 1824 et transféré du pachalik de Ioannina à celui de Salonique.
Il occupa ensuite divers commandements.
Il participa à la guerre russo-turque de 1828-1829 à la tête de troupes albanaises, notamment lors du siège de Varna.